# 2-ossoaldeide deidrogenasi (NAD+)
La 2-ossoaldeide deidrogenasi (NAD+) è un enzima appartenente alla classe delle ossidoreduttasi, che catalizza la seguente reazione:
un 2-ossoaldeide + NAD+ + H2O ⇄ un 2-ossoacido + NADH + H+
L'enzima non è identico alla 2-ossoaldeide deidrogenasi (NADP+) (numero EC 1.2.1.49).